# Estatua de la Madre Ucrania
La Estatua de la Madre Ucrania (en ucraniano: Україна-Мати), anteriormente conocida como la Estatua de la Madre Patria (en ucraniano: Батьківщина-Мати), es una estatua monumental que se encuentra en Kiev, Ucrania. La escultura se yergue en la parte alta del Museo Nacional de la Historia de Ucrania en la Segunda Guerra Mundial. 
El 30 de julio de 2023 comenzaron las obras para eliminar los símbolos soviéticos, la hoz y el martillo, para ser reemplazados por el escudo de Ucrania, el Tryzub. El emblema soviético fue finalmente reemplazado el 6 de agosto de 2023.

## Historia

### Antecedentes
En la década de 1950 hubo planes de construir dos estatuas gemelas de Lenin y Iósif Stalin, a casi 200 metros de separación de cada uno; sin embargo, esto no se realizó. En cambio, según la leyenda, en la década de 1970 un destacamento de funcionarios del Partido Comunista y el escultor soviético Yevgueni Vuchétich miraron a las colinas de la Lavra y decidieron que era un lugar perfecto para un monumento a los caídos. Vuchetich había diseñado los otros dos más famosos gigantescos monumentos soviéticos para recordar el triunfo ruso en la Segunda Guerra Mundial, otra estatua de hierro en Volgogrado y el Soldado Soviético en Berlín.
Los planes finales para la estatua se hicieron en 1978, con la construcción a partir de 1979. Fue controvertida, muchos criticaron los costos involucrados y afirmaron que los fondos podrían haber sido mejor gastados en otro lugar. Cuando se le preguntó el director de construcción de Iván Petrovich para confirmar los costes de nueve millones de rublos, él respondió que se trataba de una estimación. Vuchetich murió antes de que se completara la estructura, y se terminó cuando se hizo cargo del mismo el arquitecto Vasyl Borodai. La estatua fue inaugurada en 1981 en una ceremonia a la que asistió el entonces primer ministro soviético Leonid Brézhnev, ucraniano de origen.
Hoy día la estatua sigue siendo controvertida: algunos afirman que debe ser derribada y su metal utilizado para fines más funcionales. Debido a recortes presupuestarios, la llama, que utiliza hasta 400 metros cúbicos de gas por hora, solo se utiliza en las principales fiestas nacionales. Además, persisten los rumores de que la estatua se construyó sobre cimientos inestables, pero ha sido fuertemente negado por el gobierno local de Kiev.

### Descomunización

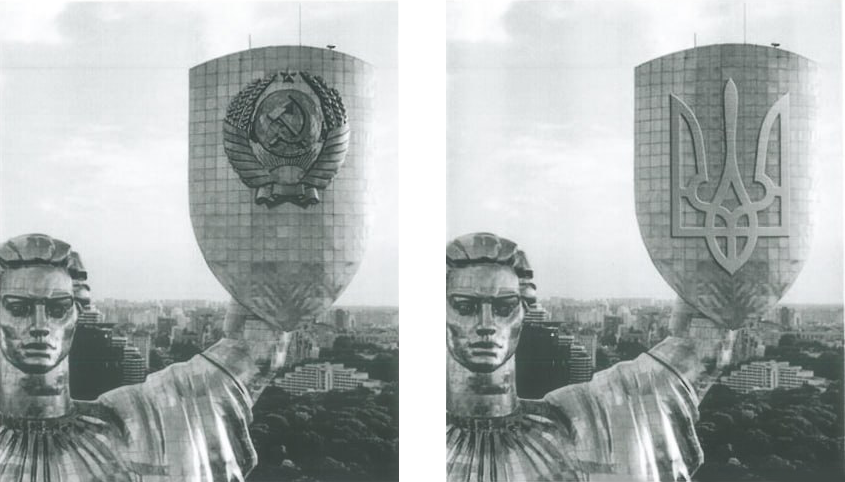
Propuesta y concepto para reemplazar el escudo soviético por el Escudo de Ucrania.

En abril de 2015, el Parlamento de Ucrania prohibió los símbolos soviéticos y comunistas, nombres de calles y monumentos, en un intento de «descomunización» del país. Sin embargo, los monumentos relacionados con la Segunda Guerra Mundial estaban excluidos de estas leyes.
En febrero del año 2018 el director del Instituto Ucraniano de la Memoria Nacional, Volodímir Viátrovich, expresó que el escudo soviético debía eliminarse para cumplir con las leyes que eliminaban símbolos comunistas en el país, y este debía ser reemplazado por el Escudo Nacional ucraniano.
En mayo de 2023, como parte de la desrusificación y descomunización del país y por la invasión rusa de Ucrania se retomaron los planes de retirar el escudo soviético del monumento y en julio la DIAM (Agencia de Planificación Urbana) anunció que este sería reemplazado por el escudo de armas ucraniano, basados en una encuesta en la que el 85 % de 800 000 ciudadanos consultados expresaron que se debían reemplazar las imágenes soviéticas con el tridente del escudo nacional, Los trabajos comenzaron el 13 de julio y el 30 de julio se desmontaron los primeros elementos del antiguo escudo de la Unión Soviética.
El 1 de agosto, se eliminó el emblema soviético del Monumento a la Madre Patria y se renombró Monumento a la Madre Ucrania. Su reemplazo por el tridente ucraniano se completó el 6 de agosto de 2023, como parte de los preparativos para el 24 de agosto, el Día de la Independencia de Ucrania.

## Descripción
Inicialmente fue diseñada por Yevgueni Vuchétich, quien la modela basándose en la pintora ucraniana Nina Danyleiko. Al fallecer Vuchétich en 1974 el proyecto fue continuado por Vasyl Borodai, quien usó a la escultora ucraniana Halyna Kalchenko, hija de Nikifor Kalchenko, como modelo. La estatua está hecha de acero inoxidable, mide 62 metros de altura, en conjunto con la base del edificio mide 102 metros y pesa unas 560 toneladas. La espada en la mano derecha de la estatua mide unos 16 metros de largo y pesa 9 toneladas; en la mano izquierda sostiene un escudo (13 x 8 metros) con el emblema de la Unión Soviética.
El pasillo conmemorativo del museo exhibe placas de mármol con nombres grabados de más de 11 600 soldados y más de 200 trabajadores del frente interno, quienes fueron honrados durante la guerra con el título de «Héroe de la Unión Soviética» y «Héroe del Trabajo Socialista».

## Cultura popular
Este monumento apareció en una escena de la novela World War Z: An Oral History of the Zombie War (en inglés) cuando un comandante de tanque ucraniano y sus hombres sobrevivientes huyen en sus vehículos en un Kiev abandonado y bajo llamas bajo la mirada atenta del monumento.
En reality estadounidense The Amazing Race, fue el sitio de una parada de compras durante la edición The Amazing Race 10.

## Galería de imágenes

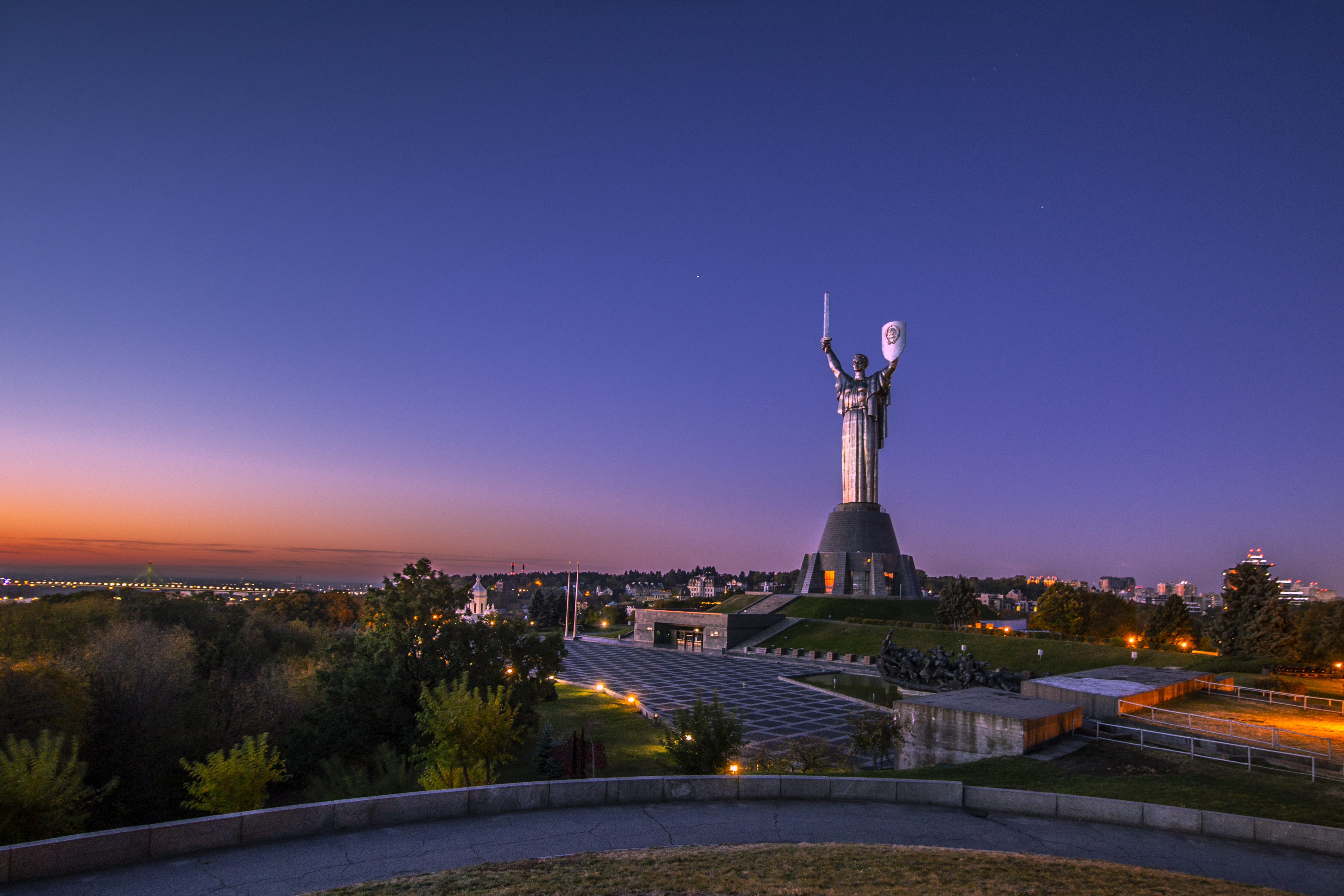
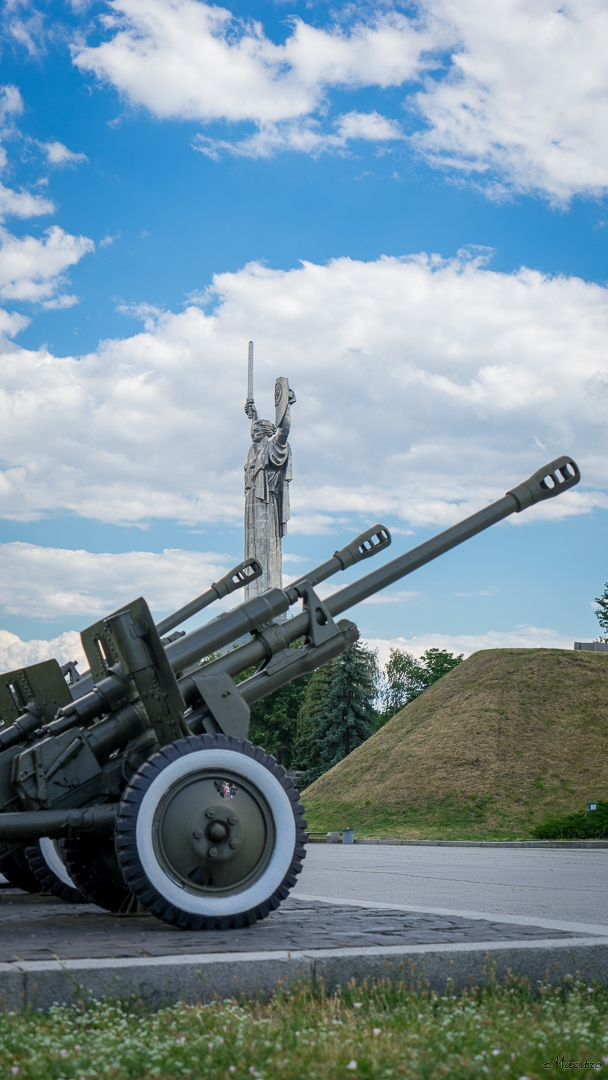
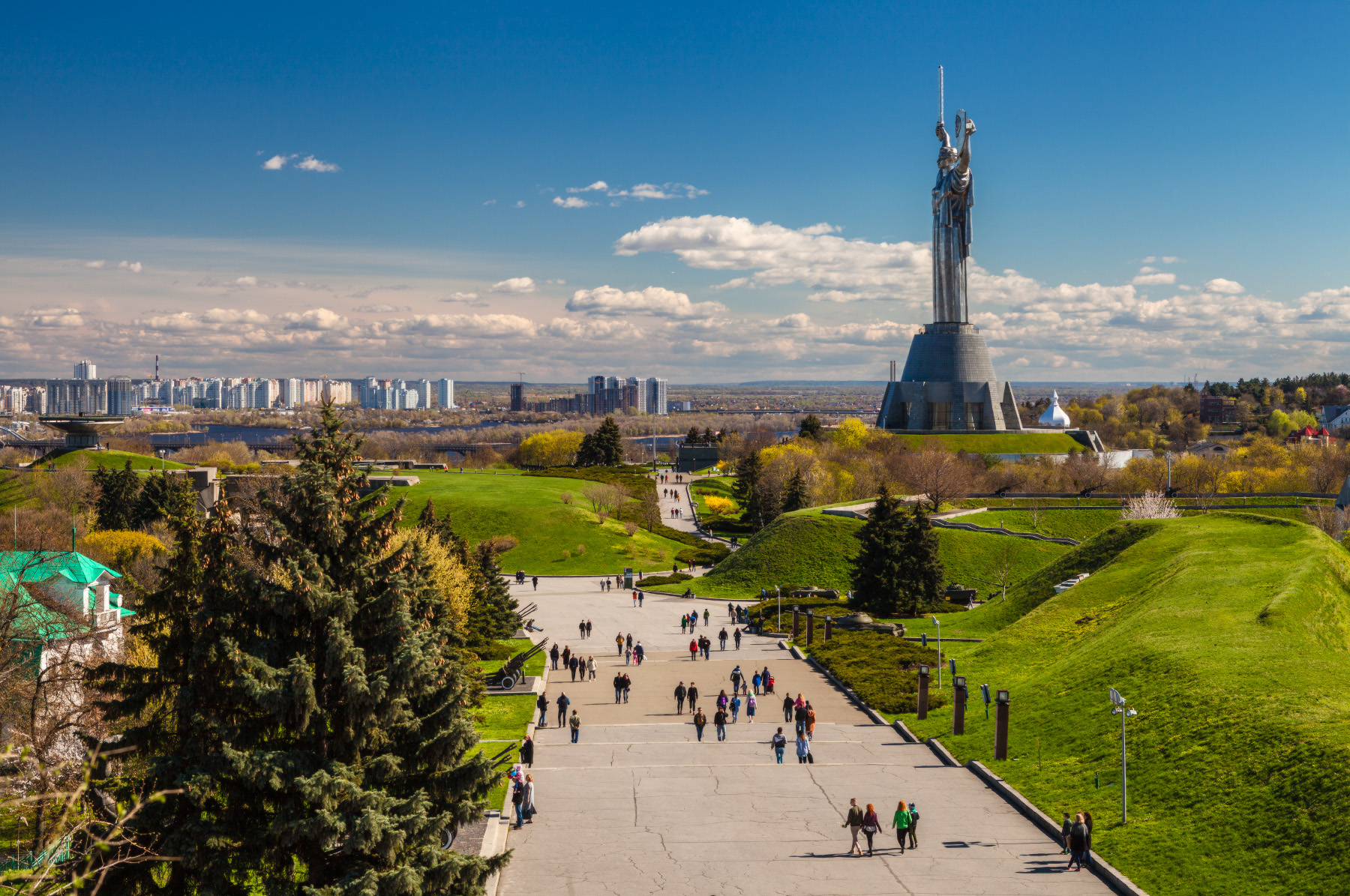
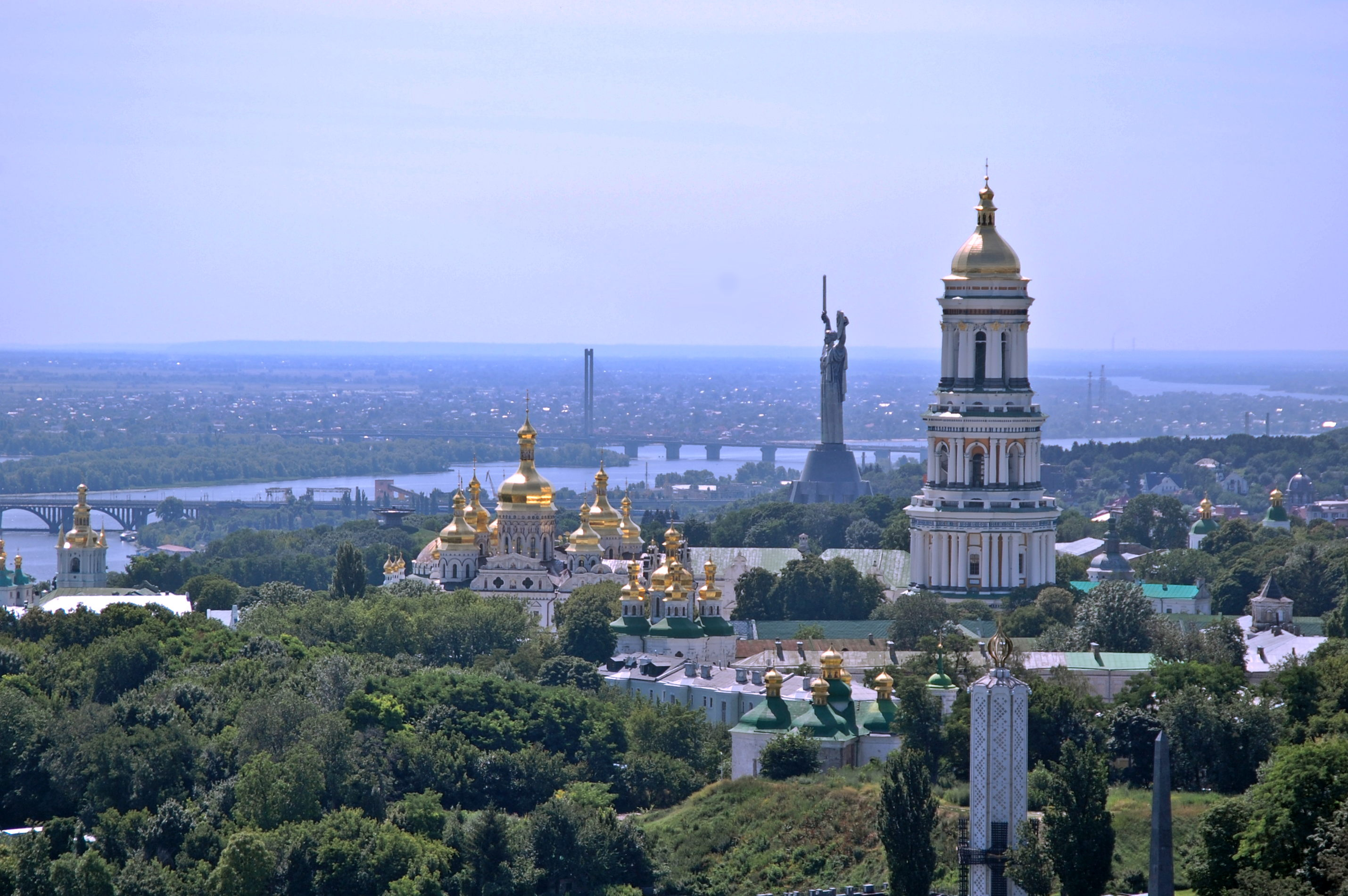
Vista de Kiev Lavra.
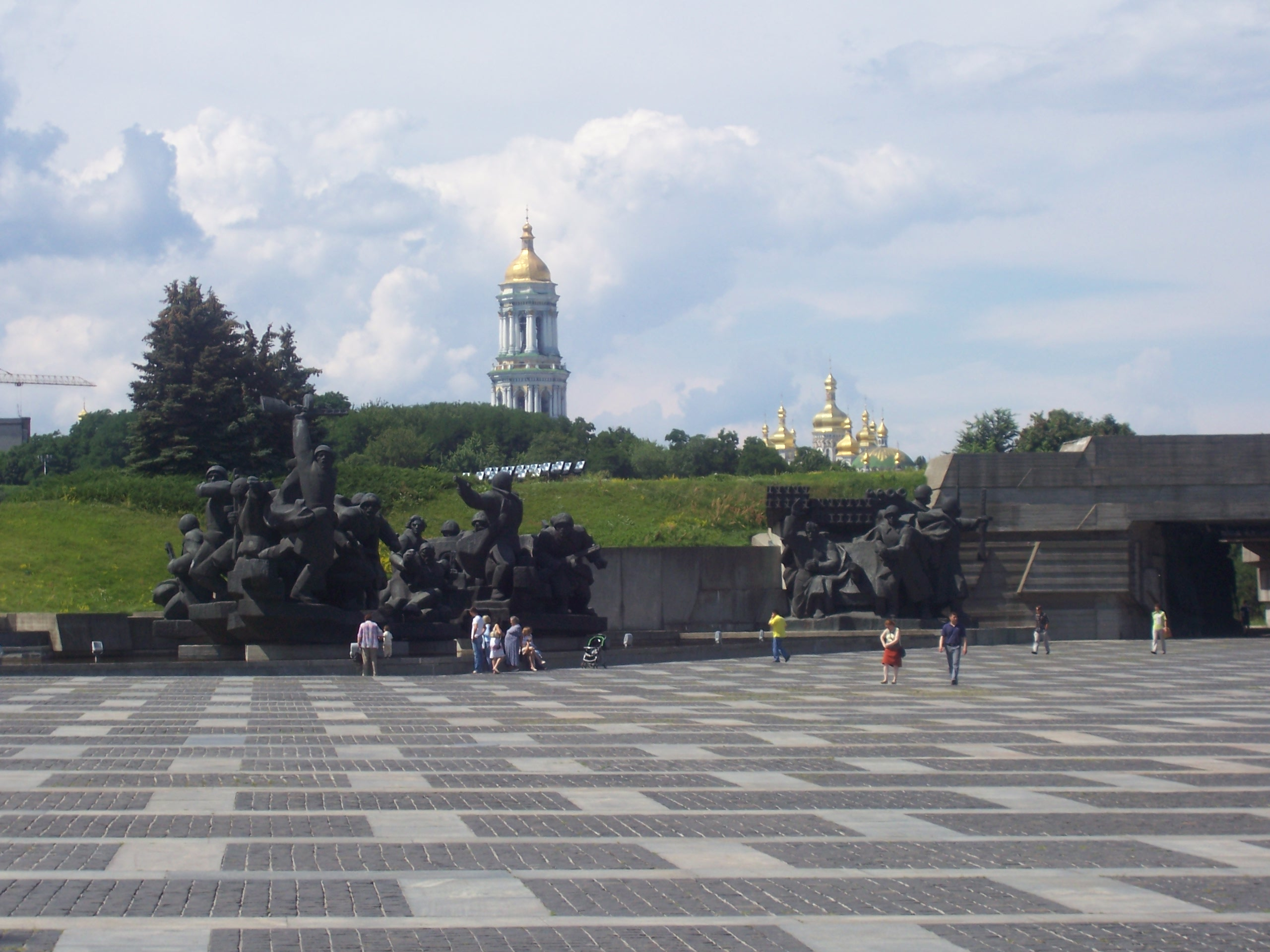
Parte del complejo memorial del Museo de la Gran Guerra Patriótica en Kiev, Ucrania.